# 변위 전류
변위 전류(變位電流, 영어: displacement current) 또는 옮김 흐름은 앙페르 회로 법칙에서 참 전류와 유사하게 자기장을 생성하는 항으로, 진공에서는 전기장의 시간에 대한 도함수다. 전류와 유사한 성질을 지니지만, 변위 전류는 전류가 아니다. 즉, 대전된 입자의 움직임을 통해 만들어지지 않는다.

## 정의
진공에서, 앙페르 회로 법칙은 다음과 같다.
{\displaystyle \oint _{\partial S}\mathbf {B} \cdot d\mathbf {l} =\oint _{S}(\mu _{0}\mathbf {J} +\mu _{0}\epsilon _{0}{\dot {\mathbf {E} }})}.
여기서 {\displaystyle S}는 어떤 임의의 곡면이고, {\displaystyle \partial S}는 (시계 반대 방향으로 방향을 잡은) {\displaystyle S}의 둘레인 폐곡선이다. {\displaystyle \mathbf {B} }는 자기장이고, {\displaystyle \mathbf {E} }는 전기장이며, {\displaystyle \mathbf {J} }는 전류 밀도다.
이에 따라, {\displaystyle \epsilon _{0}{\dot {\mathbf {E} }}}가 전류 밀도 {\displaystyle \mathbf {J} }와 유사한 역할을 하는 것을 알 수 있다. 따라서 변위 전류 밀도 {\displaystyle \mathbf {J} _{\text{d}}}를 다음과 같이 정의한다.
{\displaystyle \mathbf {J} _{\text{d}}=\epsilon _{0}{\dot {\mathbf {E} }}}.
주어진 곡면을 지나는 변위 전류 {\displaystyle I_{\text{d}}}는 변위 전류 밀도 {\displaystyle \mathbf {J} _{\text{d}}}의 선속이다.
매질 안에서는 앙페르 법칙이 다음과 같다.
{\displaystyle \oint _{\partial S}\mathbf {H} \cdot d\mathbf {l} =\oint _{S}(\mathbf {J} +{\dot {\mathbf {D} }})}.
여기서 {\displaystyle \mathbf {H} }는 자기장 세기이고, {\displaystyle \mathbf {D} }는 변위장(displacement field)이다. 이에 따라, 변위 전류 밀도는 다음과 같다.
{\displaystyle \mathbf {J} _{\text{d}}={\dot {\mathbf {D} }}}.

## 참고 문헌
- Griffiths, David J. (1999). 《Introduction to Electrodynamics》 (영어). Addison-Wesley. ISBN 978-0138053260.
- Bork, Alfred M. (1963년 11월). “Maxwell, Displacement Current, and Symmetry”. 《American Journal of Physics》 31 (11): 854. doi:10.1119/1.1969140.
- Bork, Alfred M. (1967년 9월). “Maxwell and the Electromagnetic Wave Equation”. 《American Journal of Physics》 35 (9): 844. doi:10.1119/1.1974263.

## 같이 보기
- 앙페르 회로 법칙
- 전기 용량